# Assedio di Medina
L'assedio di Medina, durante la prima guerra mondiale, fu il tentativo di Faysal, figlio dello Sharif della Mecca al-Husayn ibn Ali, di conquistare la città, difesa da Fakhreddin Pascià.

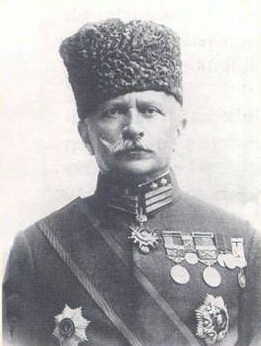
Fakhreddin Pascià

## Contesto
Il 2 agosto 1914 la Germania e l'Impero ottomano stipularono un trattato d'alleanza che determinò l'entrata in guerra dei turchi al fianco degli imperi centrali.
I britannici, temendo per l'incolumità dei pozzi petroliferi nel sud della Persia e del canale di Suez, incaricarono Thomas Edward Lawrence, noto poi come Lawrence d'Arabia, perché istigasse gli arabi affinché si ribellassero contro gli ottomani, iniziando una rivolta in Hejaz. La rivolta araba iniziò circa l'8 giugno 1916 (la data è tuttora fonte di dibattito), quando Faysal e Abd Allah presero il controllo delle forze arabe, coordinate a quelle britanniche comandate da Lawrence. Fakhreddin Pascià si spostò il 23 maggio 1916 a Medina, per ordine di Cemal Pascià, e fu nominato comandante della forza di spedizione in Hejaz, incaricato di difendere Medina e la ferrovia del Hejaz.

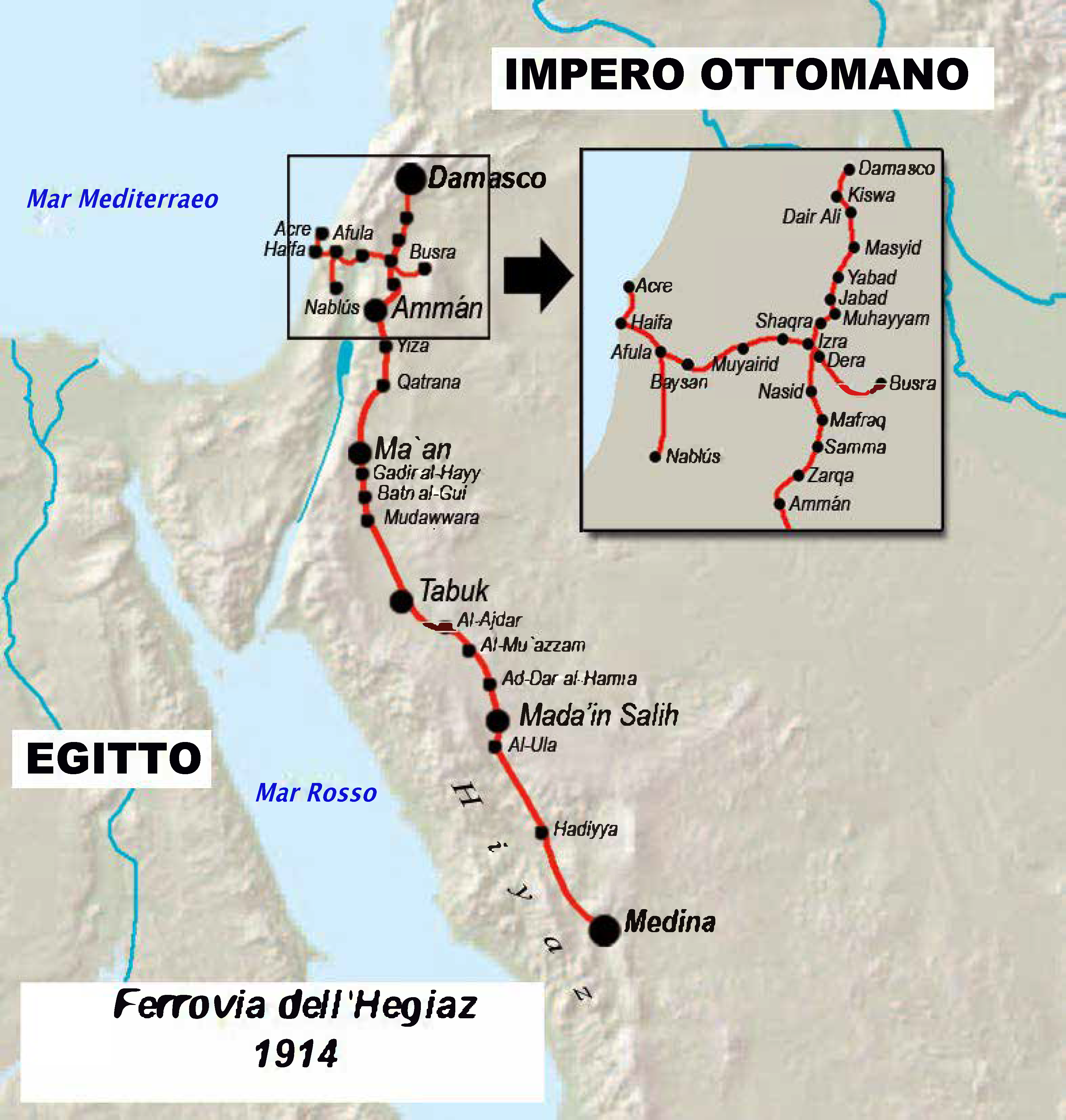
La ferrovia del Hejaz, vitale durante l'assedio

## L'assedio
Fakhreddin affermò di aver avuto una visione del Profeta che gli aveva ordinato di non arrendersi, quindi incitò i suoi soldati a tenere la città fino alla morte. Le guarnigioni turche che difendevano la ferrovia si opposero con successo ai sabotaggi dei ribelli di Lawrence, assicurando il contatto con Medina e l'approvvigionamento di viveri, nonostante i numerosi sabotaggi subiti dalla ferrovia per mezzo di esplosivi.
Il 30 ottobre 1918 la Turchia si arrese all'Intesa e fu ordinato a Fakhreddin di arrendersi ai britannici; ma lui rifiutò anche di fronte all'ordine diretto di Enver, ministro della guerra.
Il 10 gennaio 1919 Fakhreddin alla fine si arrese con i circa 10000 soldati di stanza a Medina. Per il suo coraggio si guadagnò l'appellativo di leone di Medina.